# Fano Calcio 1992-1993
Questa pagina raccoglie le informazioni riguardanti il Fano Calcio nelle competizioni ufficiali della stagione 1992-1993.

## Rosa
| N. |                   | Ruolo | Calciatore               |
| -- | ----------------- | ----- | ------------------------ |
|    | Italia (bandiera) | A     | Attilio Bardi            |
|    | Italia (bandiera) |       | Battisodo                |
|    | Italia (bandiera) | P     | Mirko Bellodi            |
|    | Italia (bandiera) | C     | Carlo Andrea Bocchialini |
|    | Italia (bandiera) | C     | Simone Boron             |
|    | Italia (bandiera) | A     | Massimo Busilacchi       |
|    | Italia (bandiera) | C     | Alessandro Carta         |
|    | Italia (bandiera) | D     | Gabriele Cecchettini     |
|    | Italia (bandiera) |       | Donnarumma               |
|    | Italia (bandiera) | P     | Germano Fabro            |
|    | Italia (bandiera) |       | Falcioni                 |
|    | Italia (bandiera) | D     | Andrea Ferri             |
|    | Italia (bandiera) |       | Francabandiera           |

| N. |                   | Ruolo | Calciatore          |
| -- | ----------------- | ----- | ------------------- |
|    | Italia (bandiera) | C     | Luigi Galli         |
|    | Italia (bandiera) | D     | Stefano Golinelli   |
|    | Italia (bandiera) |       | Mastrocinque        |
|    | Italia (bandiera) | C     | Marcello Melli (II) |
|    | Italia (bandiera) | D     | Giuseppe Petitto    |
|    | Italia (bandiera) | A     | Filippo Renzoni     |
|    | Italia (bandiera) | C     | Riccardo Rovinelli  |
|    | Italia (bandiera) | A     | Andrea Silvi        |
|    | Italia (bandiera) | D     | Antonio Telari      |
|    | Italia (bandiera) | C     | Piero Tersigni      |
|    | Italia (bandiera) | D     | Pietro Urbinelli    |
|    | Italia (bandiera) | D     | Franco Zandonai     |

## Risultati

### Campionato

#### Girone di andata
| 13 settembre 1992 1ª giornata | Fano | 2 – 0 | Cecina |  |

| 20 settembre 1992 2ª giornata | Prato | 2 – 1 | Fano |  |

| 27 settembre 1992 3ª giornata | Fano | 0 – 0 | Gualdo |  |

| 4 ottobre 1992 4ª giornata | Poggibonsi | 2 – 1 | Fano |  |

| 11 ottobre 1992 5ª giornata | Rimini | 1 – 1 | Fano |  |

| 18 ottobre 1992 6ª giornata | Fano | 0 – 1 | Montevarchi |  |

| 25 ottobre 1992 7ª giornata | Cerveteri | 1 – 0 | Fano |  |

| 1º novembre 1992 8ª giornata | Fano | 0 – 1 | Pontedera |  |

| 8 novembre 1992 9ª giornata | Fano | 1 – 1 | Vastese |  |

| 22 novembre 1992 10ª giornata | Castel di Sangro | 1 – 0 | Fano |  |

| 29 novembre 1992 11ª giornata | Fano | 0 – 0 | Civitanovese |  |

| 6 dicembre 1992 12ª giornata | Baracca Lugo | 2 – 0 | Fano |  |

| 13 dicembre 1992 13ª giornata | Fano | 1 – 2 | Avezzano |  |

| 20 dicembre 1992 14ª giornata | Ponsacco | 2 – 0 | Fano |  |

| 27 dicembre 1992 15ª giornata | Fano | 1 – 0 | Francavilla |  |

| 24 gennaio 1993 16ª giornata | Pistoiese | 1 – 0 | Fano |  |

| 31 gennaio 1993 17ª giornata | Fano | 1 – 0 | Viareggio |  |

#### Girone di ritorno
| 7 febbraio 1993 18ª giornata | Cecina | 3 – 0 | Fano |  |

| 14 febbraio 1993 19ª giornata | Fano | 2 – 2 | Prato |  |

| 21 febbraio 1993 20ª giornata | Gualdo | 1 – 1 | Fano |  |

| 7 marzo 1993 21ª giornata | Fano | 1 – 1 | Poggibonsi |  |

| 14 marzo 1993 22ª giornata | Fano | 3 – 3 | Rimini |  |

| 21 marzo 1993 23ª giornata | Montevarchi | 1 – 0 | Fano |  |

| 28 marzo 1993 24ª giornata | Fano | 0 – 2 | Cerveteri |  |

| 4 aprile 1993 25ª giornata | Pontedera | 0 – 0 | Fano |  |

| 18 aprile 1993 26ª giornata | Vastese | 2 – 1 | Fano |  |

| 25 aprile 1993 27ª giornata | Fano | 0 – 0 | Castel di Sangro |  |

| 2 maggio 1993 28ª giornata | Civitanovese | 2 – 2 | Fano |  |

| 9 maggio 1993 29ª giornata | Fano | 2 – 2 | Baracca Lugo |  |

| 23 maggio 1993 30ª giornata | Avezzano | 0 – 0 | Fano |  |

| 30 maggio 1993 31ª giornata | Fano | 2 – 0 | Ponsacco |  |

| 6 giugno 1993 32ª giornata | Francavilla | 3 – 0 | Fano |  |

| 13 giugno 1993 33ª giornata | Fano | 2 – 2 | Pistoiese |  |

| 20 giugno 1993 34ª giornata | Viareggio | 0 – 0 | Fano |  |